# Harvest plot
Harvest plot – graficzna metoda syntezy dowodów naukowych dotyczących zróżnicowanych efektów interwencji medycznych. Wykorzystywana jest w systematycznych przeglądach literatury.
Jak podają David Ogilvie ze współpracownikami, harvest plot stanowi alternatywę dla używanego w metaanalizach sposobu prezentacji danych zwanego wykresem leśnym (ang. forest plot), gdyż w przypadku badań medycznych metoda terapii często wywiera wpływ nie tylko na jeden wybrany aspekt zdrowia (czy funkcjonowania pacjenta), lecz na wiele różnych aspektów (co ważne, nie zawsze jest to wpływ korzystny). W związku z tym harvest plot umożliwia uwzględnienie bardzo różnorodnych efektów interwencji.